# Cordillera de Talinay
La Cordillera de Talinay, también conocido como Altos de Talinay, es una extensión de colinas y cerros ubicados entre las comunas de Ovalle y Coquimbo, (coordenadas: 30° 42′ 17.31″ S; 71°40'33.65"), que pertenecen administrativamente a la región de Coquimbo, Chile. La Cordillera de Talinay se extiende a lo largo de 62 km en dirección noroeste bordeando la línea de costa, entre los paralelos 30° 18′ y los 30° 52′ de latitud sur, una vez terminado el valle transversal por donde desciende el río Limarí. La cordillera posee un ancho promedio de 8 km. 

## Características físicas
Los altos son producto de la compactación de la Placa Sudamericana debido al efecto de la subducción de la placa tectónica de Nazca bajo de ella, lo cual ha originado la elevación del territorio en el sector costero. La cordillera de Talinay pertenece morfológicamente a una sección a la cordillera de la costa, una de las 4 macroformas del relieve de Chile.
Su altitud promedio es de 500 m s. n. m., aunque existen ciertos accidentes como el Cerro Grande de Talinay con 741 m s. n. m. (altitud mayor), el cual da inicio por el sur al cordón montañoso y alberga en su cima el bosque relicto de Talinay, administrado por CONAF , de igual forma que el Bosque de Fray Jorge, ubicado más al norte en el sector central de los altos, ambos pertenecientes a la reserva mundial de la biosfera de Fray Jorge. Otra de las alturas considerables es el cerro Pachingo, el cual se eleva 724 sobre el nivel del mar, y el cerro Quiscudo, de 699 metros de altura, ambos ubicados en el sector centro-norte del cordón y que son utilizados para la instalación de antenas repetidoras de telefonía, radio y televisión. También se considera como una elevación importante dentro del área el cerro Guanaqueros con una altura de 499 m s. n. m. ubicado entre las bahías Barnes de Tongoy y Guanaqueros, hacia el noreste de Talinay. 

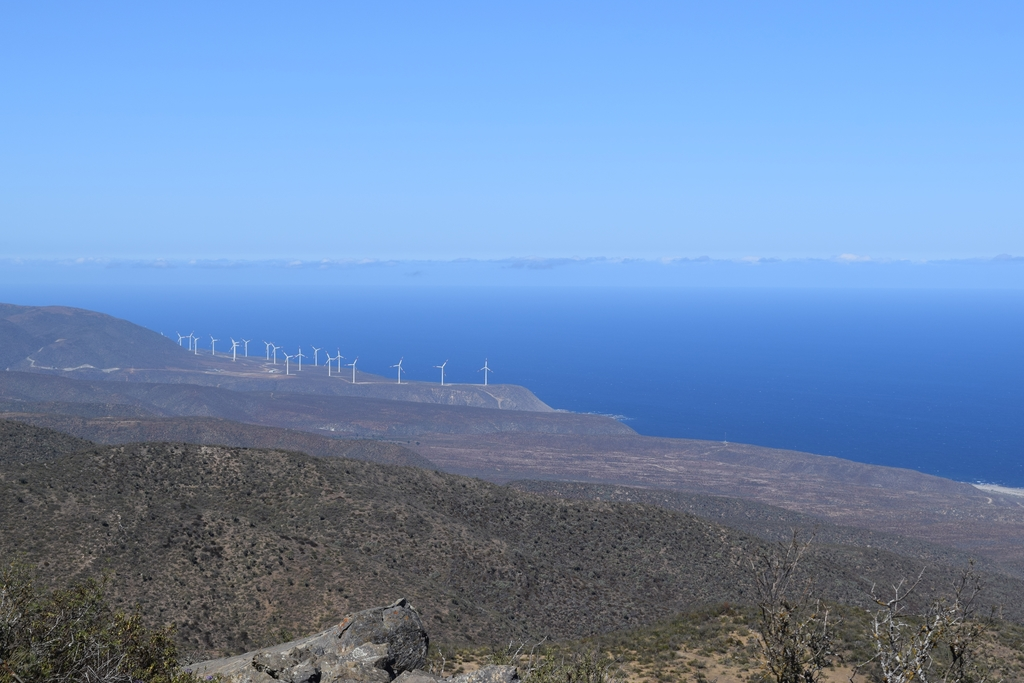
Vegetación xerófita costera en el sector norte del Cordón de Talinay, al fondo el Océano Pacífico.
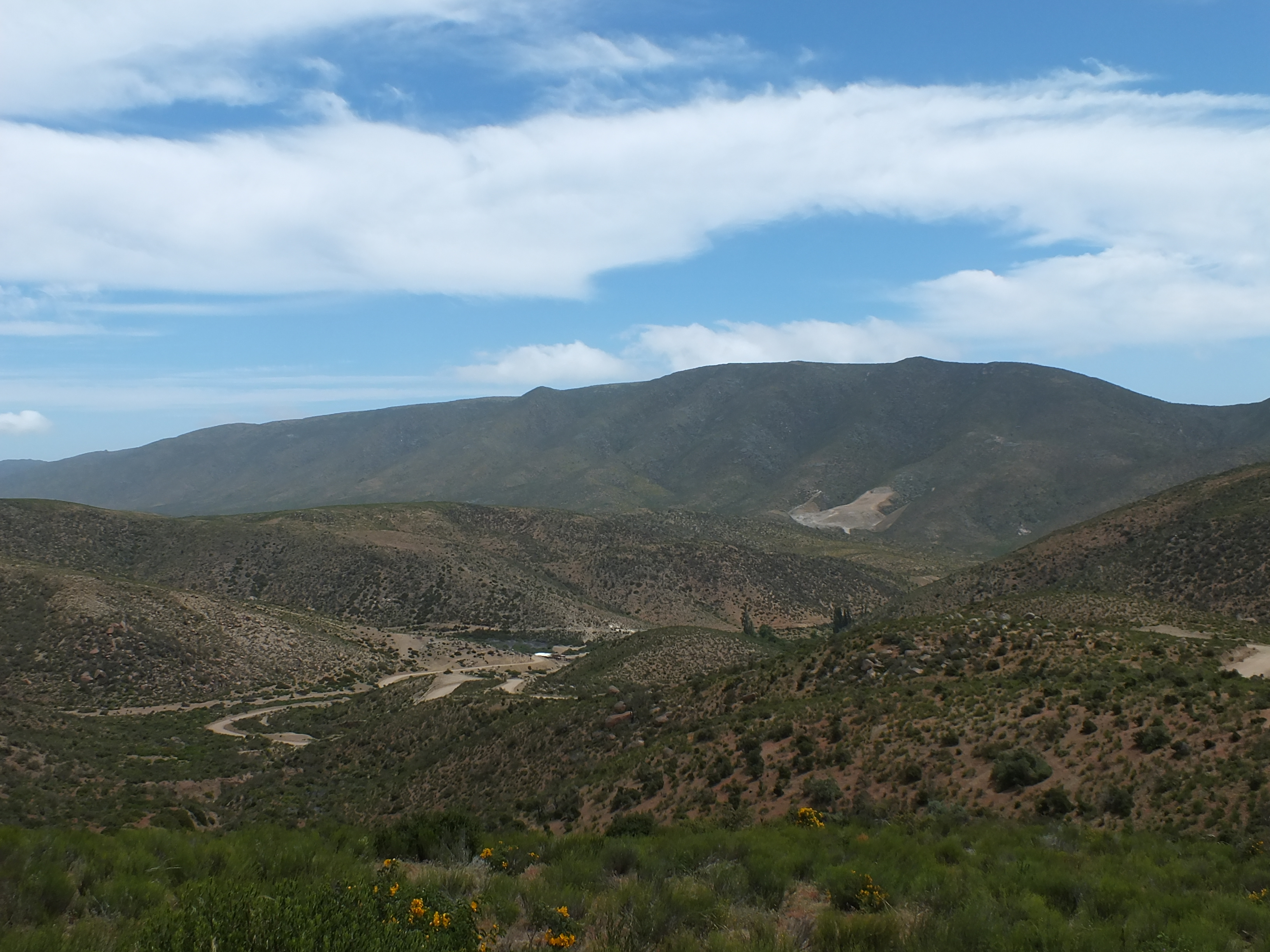
Vista de los Altos de Talinay, en el sector donde se ubica el Parque Nacional Fray Jorge.
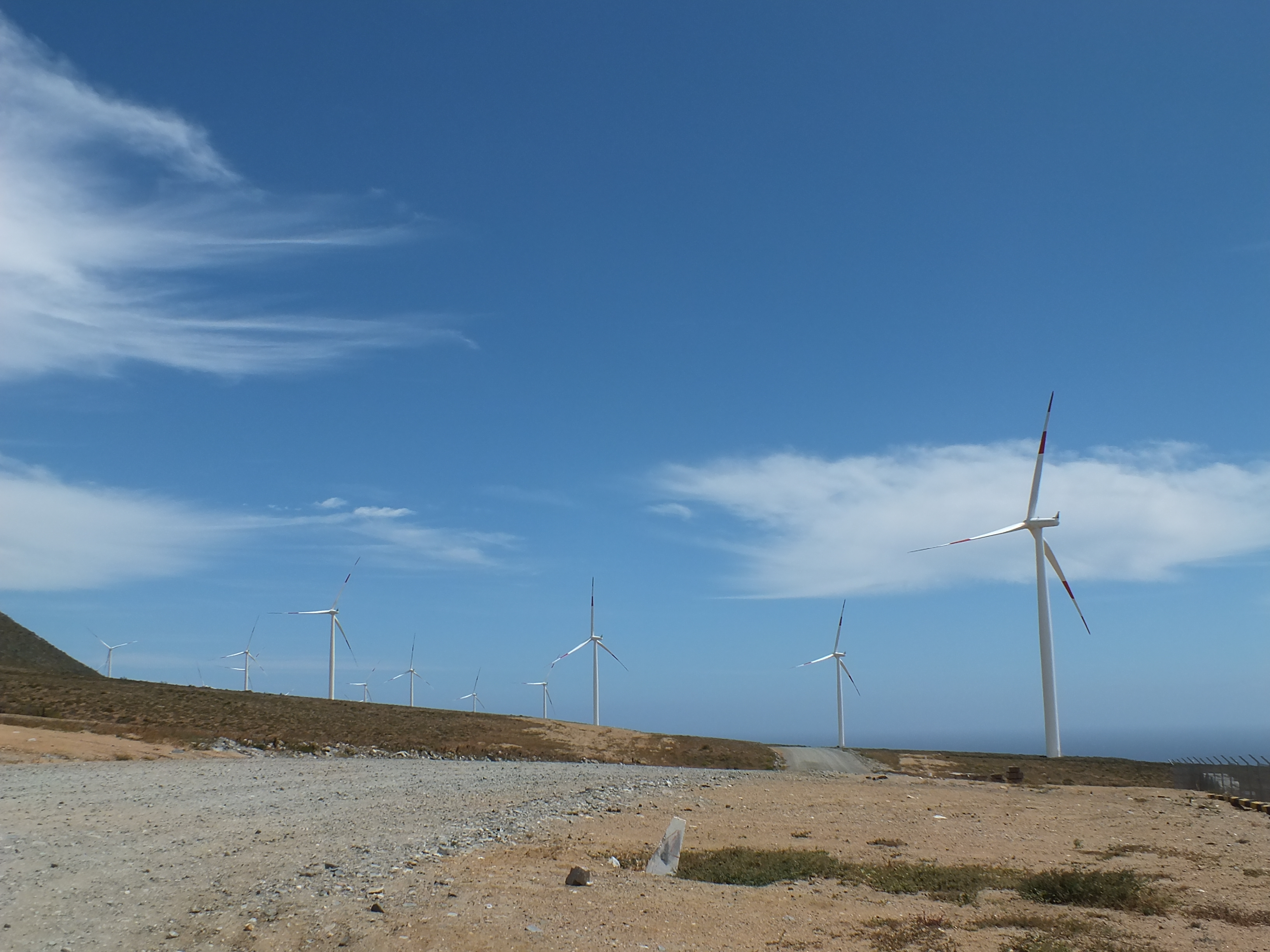
Parque Eólico El Arrayán ubicado en los faldeos costeros de la cordillera de Talinay.

Los altos en su sector central, presenta su parte más ancha llegando a los 12 km de extensión de este a oeste, que se presentan a través de dos líneas de cordones claramente definidos y en paralelo separados por la quebrada de Talcaruca, El cordón que bordea la línea de costa se presenta con mayores altura y pendientes en sus laderas, llegando a los 630 metros de altura. Sobre su cima se ubica el bosque relicto del parque nacional Bosque de Fray Jorge, remanente de bosque valdiviano (40° de latitud sur), ubicado en una zona semiárida, conservada debido al efecto de biombo climático que provoca los altos debido a la altura, el cual retiene la humedad costera, conocida como camanchaca, depositando gran parte de la humedad sobre la cima. 
El sector central de los Altos son divididos en forma horizontal por el paso de río Limarí, el cual en millones de años, a erosionado el territorio hasta poder desembocar en el mar.
Morfológicamente el sector norte, los Altos de Talinay descienden en altura y terminan en los Cerros Centinela 1 y 2, ubicados en la Península Punta Lengua de Vaca, la cual corresponde al límite occidental de la gran bahía de Tongoy, en la comuna de Coquimbo.
En sus faldeos hacia el oriente, se encuentran las comunidades agrícolas de "El Peral ojo de agua", "Buenos Aires de Punilla", "Valdivia de Punilla" y "Lorenzo Peralta de Punilla", todas un tipo de organización social referente a los habitantes que habitan a lo largo del secano costero de la comuna de Ovalle, los cuales basan su economía principalmente en la agricultura y ganadería. 
A 40 km en dirección este de los Altos de Talinay, se ubica la ciudad de Ovalle, capital de la respectiva comuna y capital de la provincia del Limarí, el cual representa el principal centro comercial, financiero y de servicios de la provincia. También en dicho sector se ha desarrollado una importante actividad minera de cobre, como es el caso de la gran mina de Tamaya que se ubica a unos 25 km al este del cordón costero.

## Vegetación
La vegetación presenta un gran contraste debido a la existencia de vegetación de tipo xerófila, predominando como especie las Cactaceae hacia las laderas y valles interiores en el sector oriente del cordón (Sotavento), debido a la aridez propia del clima del Secano Costero de la Región de Coquimbo y en algunos sectores, la existencia de bosque húmedo pluvial valdiviano sobre las cimas y sector poniente del cordón (barlovento), consecuencia del efecto conocido como biombo climático que provoca la captación de la humedad aportada por los vientos del océano y que son depositadas en dicho sector, siendo común encontrar en estos bosques especies como: la enredadera epífita medallita, olivillos y copihues, la flor nacional de Chile. 
A medida que el cordón desciende en altura hacia el norte, la vegetación es cada vez menor hasta casi desaparecer, presentando características muy áridas en algunos sectores del extremo norte del cordón, conocido como "Punta Lengua de Vaca", península donde el relieve continental se sumerge en el mar.

## Fuente energética
En los últimos años, los Altos de Talinay han sido utilizado, por su gran potencial de vientos provenientes del océano durante todo el año en el sector poniente, para la instalación de grandes parques eólicos en sus faldeos costeros, como el parque Talinay y el parque El Arrayán, este último uno de los más grandes de Sudamérica., los cuales representan una división del sistema de interconexión eléctrica de Chile.